# Louanga
Louanga est une commune rurale située dans le département de Gayéri de la province de la Komondjari dans la région de l'Est au Burkina Faso.

## Géographie
Localité possédant des centres d'habitation dispersés, Louanga est situé à environ 18 km à l'Ouest de Gayéri, le chef-lieu du département.

## Santé et éducation
Le centre de soins le plus proche de Louanga est le centre médical ainsi que le centre de santé et de promotion sociale (CSPS) de Gayéri.